# Biotrituratore

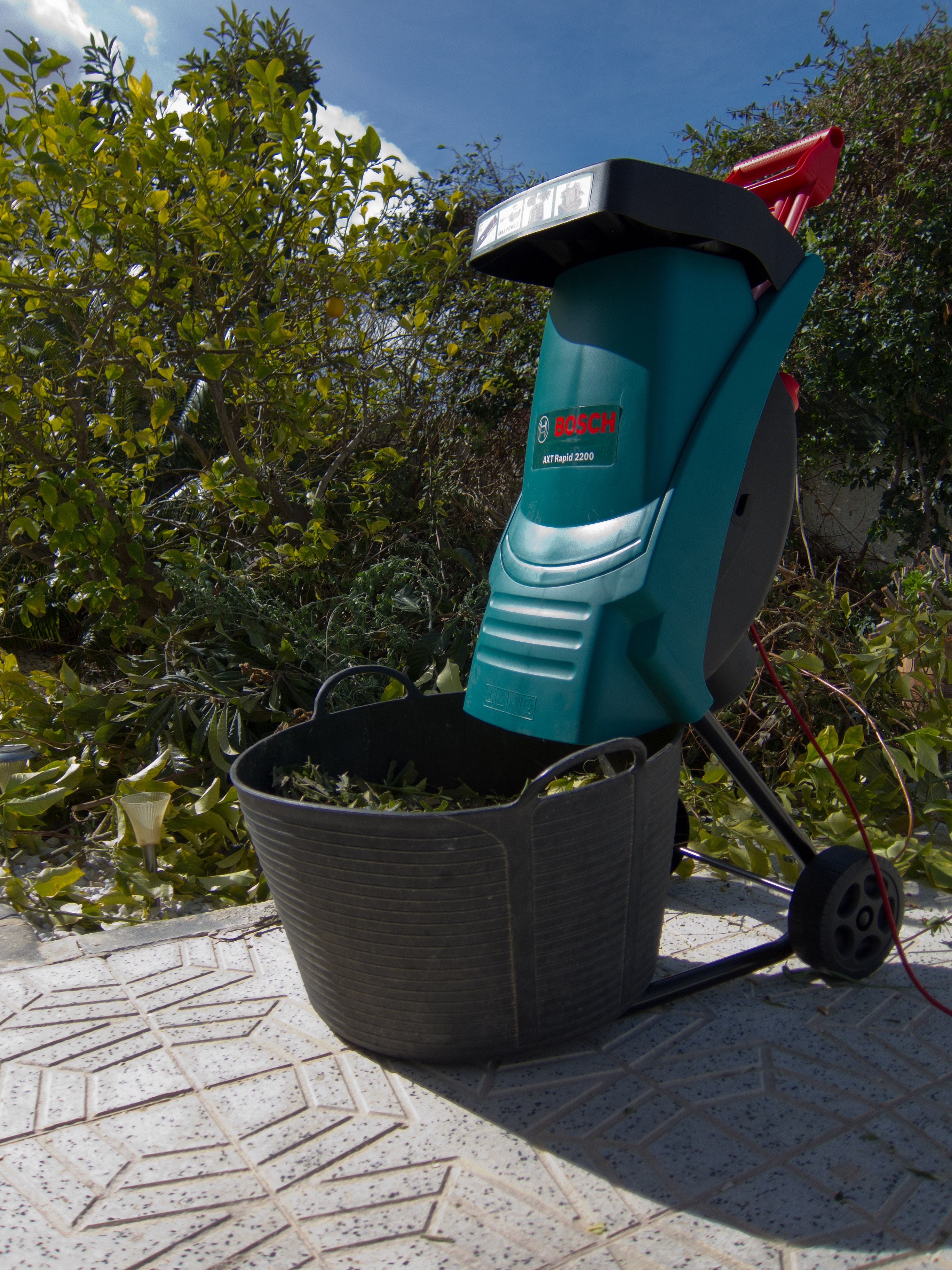
Un biotrituratore per uso domestico

Il biotrituratore (un tempo chiamato semplicemente trinciarami) è una macchina moderna che permette lo sminuzzamento di rami, foglie, potature in genere, insomma, di tutti i residui derivanti dalla pulizia e manutenzione di un giardino o di un orto.
Esistono biotrituratori elettrici oppure con motore endotermico con diverse prestazioni in base alla potenza del motore.

## Descrizione
Un biotrituratore è formato essenzialmente da tre parti: il motore, la camera di triturazione, la tramoggia e il contenitore per gli scarti. Il motore è fissato su un piano in lamiera e l'albero in uscita è collegato con una cinghia trapezoidale ad un dispositivo rotante su cui sono fissati dei coltelli. Mettendo in movimento il motore, il portacoltelli inizia a ruotare e, per la forza centrifuga, le lame ad esso fissate iniziano a ruotare insieme a tutto il dispositivo che è racchiuso da un carter in lamiera. Le ramaglie, introdotte nella tramoggia, arrivano alla camera di triturazione dove il sistema rotante con i coltelli le sminuzza in parti molto piccole che escono al di sotto della macchina.
Il prodotto così ottenuto, finemente tritato, sarà accumulato in una compostiera e diventerà un ottimo compost in 10-12 mesi. Oppure, se lasciato all'aperto in superficie, farà un'ottima pacciamatura organica per orto e giardinaggio.